# سفارة بلجيكا في اليابان
سفارة بلجيكا في اليابان هي أرفع تمثيل دبلوماسي لدولة بلجيكا لدى اليابان. تقع السفارة في طوكيو وهي تهدف لتعزيز المصالح البلجيكية في اليابان.

## وصلات خارجية
- الموقع الرسمي
- قائمة سفارات بلجيكا
- قائمة السفارات في اليابان